# Knonau
Knonau is een gemeente en plaats in het Zwitserse kanton Zürich, en maakt deel uit van het district Affoltern.

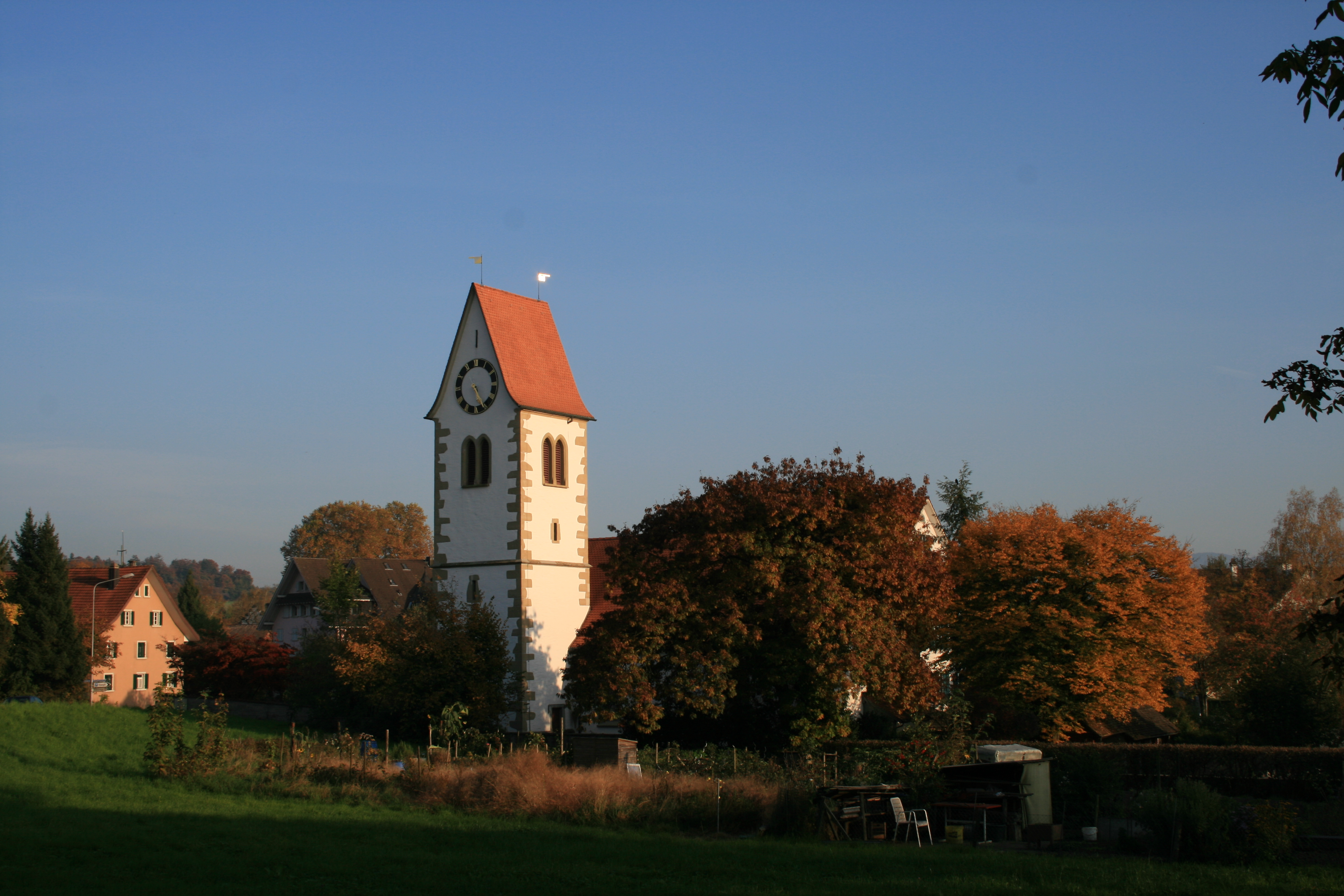
Kerk

Knonau telt 1674 inwoners (2007).